# Androulla Vassiliou
Androulla Vassiliou (Grieks: Ανδρούλλα Βασιλείου) (30 november 1943) is een Cypriotisch politica en voormalig Eurocommissaris.

## Biografie
Vassiliou studeerde rechten en was actief als advocaat tot haar echtgenoot in 1988 president van Cyprus werd. Nadien begon zij een politieke carrière, eerst en tot 2006 als nationaal volksvertegenwoordiger waar ze in 1996 en 2001 voor werd verkozen.

### Eurocommissaris
In 2008 werd ze Europees Commissaris voor Cyprus. Van 3 maart 2008 tot 9 februari 2010 was ze Europees commissaris voor Gezondheid in de commissie-Barroso I. Zij volgde in die positie Markos Kyprianou op, toen deze minister van Buitenlandse Zaken werd in de nieuwe Cypriotische regering. In de commissie-Barroso II beheerde ze de portefeuille Onderwijs, cultuur en meertaligheid.
Op 1 november 2014 werd ze als Cypriotisch Eurocommissaris opgevolgd door Christos Stylianides. Haar portefeuille werd overgenomen door Tibor Navracsics.

## Privé
Ze is gehuwd met George Vasiliou, voormalig president van Cyprus (1988 - 1993) met wie ze drie kinderen heeft.
Joaquín Almunia · Catherine Ashton · José Manuel Barroso · Jacques Barrot · Joe Borg · Karel De Gucht · Stavros Dimas · Benita Ferrero-Waldner · Ján Figeľ · Franco Frattini · Mariann Fischer Boel · Dalia Grybauskaitė · Danuta Hübner · Siim Kallas · Meglena Koeneva · László Kovács · Neelie Kroes · Markos Kyprianou · Peter Mandelson · Charlie McCreevy · Louis Michel · Leonard Orban · Andris Piebalgs · Janez Potočnik · Viviane Reding · Olli Rehn · Paweł Samecki · 
Algirdas Šemeta · Vladimír Špidla · Antonio Tajani · Androulla Vassiliou · Günter Verheugen · Margot Wallström
Joaquín Almunia · László Andor · Catherine Ashton · Michel Barnier · José Manuel Barroso · Tonio Borg (vanaf 28 november 2012) · Dacian Cioloş · John Dalli (tot 16 oktober 2012)  · María Damanáki · Jacek Dominik (sinds 16 juli 2014) · Štefan Füle · Karel De Gucht  · Máire Geoghegan-Quinn · Kristalina Georgieva · Johannes Hahn · Connie Hedegaard · Siim Kallas · Jyrki Katainen (sinds 16 juli 2014) · Neelie Kroes · Janusz Lewandowski (tot 1 juli 2014) · Cecilia Malmström · Neven Mimica · Ferdinando Nelli Feroci (sinds 16 juli 2014) · Günther Oettinger · Andris Piebalgs · Janez Potočnik · Viviane Reding (tot 1 juli 2014) · Olli Rehn (tot 1 juli 2014) · Martine Reicherts (sinds 16 juli 2014) · Maroš Šefčovič · Algirdas Šemeta · Antonio Tajani (tot 1 juli 2014) · Androulla Vassiliou